# Carlos Amigo Vallejo
Carlos Amigo Vallejo, O.F.M. (Medina de Rioseco, 23 de agosto de 1934 – Guadalaxara, 27 de abril de 2022) foi um cardeal da Igreja Católica espanhol, antigo arcebispo de Tânger e arcebispo emérito de Sevilha.

## Biografia
Ele nasceu em Medina de Rioseco, Valladolid, a 23 de agosto de 1934, filho de um médico, e primo do psiquiatra e escritor Juan Antonio Vallejo-Nájera. Depois de entrar na Universidade de Valhadolide para estudar medicina, decidiu deixar os estudos e entrar no noviciado da Ordem dos Frades Menores, em 16 de outubro de 1954. Ordenado no noviciado, nove meses depois, foi ordenado padre em 17 de julho de 1960, por Dom Miguel Nóvoa Fuente, bispo-auxiliar de Santiago de Compostela. Posteriormente, estudou filosofia em Roma no Pontifício Ateneu Antoniano, onde recebeu o diploma de bacharel.
Enquanto residia em Madrid, estudou e licenciou-se em Psicologia na Universidade Central, ao mesmo tempo que ensinava em centros de educação especial. Também se formou em Teologia no Seminário Franciscano de Santiago de Compostela. Ele dá aulas de Filosofia da Ciência e Antropologia. Em 1970 foi nomeado provincial da província franciscana de Santiago.

## Arcebispo
Em 17 de dezembro de 1973 foi nomeado arcebispo de Tânger pelo Papa Paulo VI substituindo Dom Francisco Aldegunde. Ele recebeu a consagração episcopal por Marcelo González Martín, arcebispo de Toledo em 28 de abril de 1974, tendo como co-sagrantes Dom Felix Romero Menjibar, arcebispo de Valladolid e Dom Francisco Aldegunde, seu antecessor.
Entretanto, em fevereiro de 1976, participou como membro da delegação da Santa Sé no Seminário de Diálogo Islão-Cristão, promovido pelo Pontifício Secretariado para os Não Cristãos e a República Árabe Líbia. No ano seguinte, em outubro, participou da IV Assembleia Geral Ordinária do Sínodo dos Bispos como delegado dos bispos da Conferência Episcopal do Norte da África.
O Papa João Paulo II assinou a 22 de maio de 1982 bula pela qual ele foi nomeado Arcebispo Metropolitano de Sevilha, substituindo a Dom José María Cardeal Bueno y Monreal. Um mês depois, o arcebispo assumiu o cargo.
A Irmandade de Los Negritos nomeou-o irmão mais velho em 23 de julho de 1982, uma posição que ele pode exercer quando ele julgar necessário. Em outubro de 1983, o Papa João Paulo II o nomeou membro da VI Assembleia Geral Ordinária do Sínodo dos Bispos, da qual participou.
Na Conferência Episcopal Espanhola o Arcebispo Amigo foi membro da Comissão Episcopal para as Missões e Cooperação entre as Igrejas, durante o período de 1982 a 1983. Em 1984 foi membro do Comitê Executivo até 1987. Nesse mesmo ano, e até 1993, ele trabalhou como presidente da Comissão Episcopal para o V Centenário do Descobrimento e Evangelização da América. Nesse período, João Paulo II, em 1990, o nomeou membro da Pontifícia Comissão para a América Latina. Três anos depois, em junho, Amigo recebeu novamente o Santo Padre em Sevilha, para o encerramento do 45º Congresso Eucarístico Internacional e foi nomeado (1993) presidente da Comissão Episcopal dos Bispos e Superiores Maiores dos Religiosos e Institutos Seculares até o 1999.
Em outubro de 1994, participou do Sínodo dos Bispos, realizado em Roma. Em junho de 1995 foi novamente nomeado membro da Pontifícia Comissão para a América Latina por João Paulo II. Em fevereiro de 1996 foi renovado como presidente da Comissão Episcopal dos Bispos Superiores Espanhóis. Em julho de 1998, ele realizou a visita ad limina. Desde março de 1999, por decisão da Assembleia Plenária extraordinária da Comissão Episcopal Espanhola, atuou como presidente da Comissão Episcopal para as Missões e Cooperação entre Igrejas.
A 18 de março de 1995, ele oficiou no casamento da Infanta Elena e Jaime de Marichalar na Catedral de Sevilha.
A 28 de fevereiro de 2000 o Papa João Paulo II renovou a sua posição como um membro da Pontifícia Comissão para a América Latina. No dia 3 de janeiro do ano de 2002 foi nomeado por seu membro santidade do Pontifício Conselho para a Pastoral no Campo da Saúde.

## Cardeal
Em 21 de setembro de 2003, foi anunciada a sua criação como cardeal pelo Papa João Paulo II, no Consistório de 21 de outubro, em que recebeu o barrete vermelho e o título de cardeal-presbítero de Santa Maria de Mont'Serrat dos Espanhóis.
Em 5 de novembro de 2009, o Papa Bento XVI aceitou sua renúncia ao cargo de Arcebispo de Sevilha. Foi sucedido por Dom Juan José Asenjo Pelegrina, que desde 13 de novembro de 2008 era arcebispo coadjutor da mesma arquidiocese.
O arcebispo se manifestou contra a discriminação contra as mulheres nas irmandades da Semana Santa, exortando uma pastoral a acabar com essa discriminação. Esta posição foi ratificada anos depois pelo Arcebispo Juan José Asenjo Pelegrina. Em 18 de setembro de 2010, o Arcebispo Amigo participou da cerimônia de beatificação de María de la Purísima Salvat Romero, cerimônia que aconteceu no Estádio de La Cartuja, em Sevilha.
O Papa Bento XVI nomeou-o legado papal, por carta de 4 de junho de 2011, para as celebrações do V Centenário dos primeiros distritos eclesiásticos da América, especificamente, da Arquidiocese de Santo Domingo e La Vega (República Dominicana) e a Arquidiocese de San Juan (Porto Rico). As celebrações ocorreram em 7 e 8 de agosto de 2011.
Em junho de 2013 foi nomeado Grão-Prior da Tenência da Espanha Ocidental da Ordem de Cavalaria do Santo Sepulcro de Jerusalém.

### Conclaves
- Conclave de 2005 - participou da eleição de Joseph Ratzinger como Papa Bento XVI.
- Conclave de 2013 - participou da eleição de Jorge Mario Bergoglio como Papa Francisco.

## Morte
Vallejo morreu em 27 de abril de 2022, aos 87 anos de idade.